# Dekalog (Filmreihe)
Dekalog ist ein zehnteiliger Filmzyklus, der im Zeitraum von 1988 bis 1989 für das polnische Fernsehen produziert wurde und sich auf die Zehn Gebote bezieht. Er gilt als Meisterwerk des polnischen Regisseurs Krzysztof Kieślowski und erregte international viel Aufsehen. Obwohl Kieślowski später durch die Drei-Farben-Trilogie und den Spielfilm Die zwei Leben der Veronika einem breiten internationalen Publikum bekannt wurde, bekam er für Dekalog das größte Echo und Ansehen der Filmkritiker und einen festen Platz im Pantheon des Autorenkinos neben Regisseuren wie Michelangelo Antonioni, Ingmar Bergman, Jean-Luc Godard und Andrei Tarkowski.

## Hintergrund
Bei Dekalog handelt es sich nicht um eine klassische Fernsehserie, denn die einzelnen Teile sind in ihrer Handlung in sich abgeschlossen. Allerdings gibt es anhand des für Kieślowski typischen Symbolismus untereinander vereinzelt Verknüpfungen und Gemeinsamkeiten. Alle Begebenheiten spielen am gleichen Ort, einem tristen Neubaugebiet am Rande von Warschau und es existiert ein Mann (gespielt von Artur Barciś), der in allen Filmen außer dem letzten vorkommt. Seine Rolle agiert unabhängig von der Handlung, jedoch in der Bedeutung einer Schlüsselfunktion.
Die zehn Teile des Films knüpfen frei an die Zehn Gebote des Tanach (der hebräischen Bibel) an. Thematisiert werden ethische Aspekte. Kieślowski zeigt im Kontext der zehn Gebote, die Bedeutung, Vielschichtigkeit und enorme Komplexität menschlicher Leidenschaften (vor allem Liebe, Glaube, Eifersucht, Tod und Verbrechen) bezogen auf die heutige Zeit und die realen Lebensumstände. Beim Darstellen der einzelnen Themen, als Teile der Wirklichkeit, die vom einzelnen Menschen im realen Leben oft nur aus einer Sicht wahrgenommen werden, erlaubt der Regisseur im Gegensatz dazu dem Zuschauer den Blick aus vielen verschiedenen Perspektiven, lässt somit den Zweifel ausdrücklich zu und regt außerordentlich zum Nachdenken an. Die einzelnen Filmteile stellen also eher Fragen, als fertige Antworten zu liefern und gehören zu den intellektuell anspruchsvollsten Filmen Kieślowskis.
Kieślowski äußerte sich einem Journalisten gegenüber kritisch, als dieser seinen Filmzyklus als „Predigten“ bezeichnete: „Ich protestiere kategorisch, meine Filme sind keine Predigten! […] Meine Filme erzählen nur von Leidenschaften.“ In einem Interview mit der französischen Presse antwortete Kieślowski auf die Frage, ob er an Gott glaube: „Ich glaube an das höchste Wesen, aber ich brauche keine Vermittler“. Weiter meinte er über seinen Film, als er in der Fernsehsendung 100 Fragen an… gefragt wurde, ob er an die „mobilisierende Macht und Mission“ seiner Filme glaube:

„An mobilisierende Macht? An so etwas glaube ich nicht. Ich glaube nicht an solche Dinge. Ich wollte mit meinen Filmen nichts erreichen, ich wollte überhaupt nichts und ich glaube nicht, dass meine Filme irgendetwas ändern würden, ich mache mir da keine Illusionen. Das Einzige, was ich glaube, ist, dass irgendjemand sich irgendwann mal über bestimmte Dinge, die in meinen Filmen enthalten sind, vielleicht auch Gedanken machen wird. Ich drehte die Filme, um mich lediglich über bestimmte Themen zu unterhalten, mehr nicht.“

In diesem Licht präsentieren sich die zehn Teile des Dekalogs als Denkanstöße zu den zehn Geboten, die zunächst so simpel erscheinen, jedoch – wie Kieślowski und sein Co-Autor Krzysztof Piesiewicz unterstrichen – sofort mit der Wirklichkeit kollidieren, die sehr komplex, widersprüchlich und verworren im Gegensatz dazu sein kann. Die Inspiration für einzelne Geschichten bekamen die Drehbuchautoren aufgrund wahrer Begebenheiten, die unter anderem aus der Rechtsanwaltspraxis von Piesiewicz stammten sowie von anderen Mitarbeitern des Teams beigesteuert wurden. Bei einigen Teilen fragt sich der Zuschauer, was der Film überhaupt mit dem jeweiligen Gebot zu tun hat. Wie bei Kieślowski üblich, sind auch die Filme des Dekalogs nicht eindeutig, können nicht in eine „Aktentasche mit der Aufschrift…“ (Kieślowski) einsortiert werden. Keiner der Filme hat ein Happy End, es wird keine bestimmte Lebensweise oder Ethik propagiert, sondern jeder der zehn Filme lässt den Zweifel zu, das Ende ist häufig offen, es gibt verschiedene Möglichkeiten der Interpretation. Dekalog ist eine Beschreibung des Lebens, wie es ist, nicht wie es sein sollte. Der viel gerühmte konkrete zugängliche dokumentarische Stil des Regisseurs, der auf Übertreibungen und jegliche Verzerrung der Wirklichkeit durch beispielsweise unreale Heldenhaftigkeit der Darsteller oder Spezialeffekte verzichtet, kommt auch hier voll zur Geltung.
Das Drehbuch schrieben Krzysztof Kieślowski und sein Freund, der Rechtsanwalt Krzysztof Piesiewicz. Die Filmmusik verfasste der Krakauer Komponist Zbigniew Preisner.
Dekalog, fünf und Dekalog, sechs sind unter den Titeln Ein kurzer Film über das Töten (Jurypreis bei den Filmfestspielen in Cannes 1988) und Ein kurzer Film über die Liebe auch in längeren Kinofassungen erschienen.

## Die einzelnen Filme
| Filmtitel       | Dargestelltes Gebot                                               |
| --------------- | ----------------------------------------------------------------- |
| Dekalog, Eins   | Du sollst keine anderen Götter haben neben mir.                   |
| Dekalog, Zwei   | Du sollst den Namen des Herrn, deines Gottes, nicht missbrauchen. |
| Dekalog, Drei   | Du sollst den Sabbat heilig halten.                               |
| Dekalog, Vier   | Du sollst Vater und Mutter ehren.                                 |
| Dekalog, Fünf   | Du sollst nicht töten.                                            |
| Dekalog, Sechs  | Du sollst nicht ehebrechen.                                       |
| Dekalog, Sieben | Du sollst nicht stehlen.                                          |
| Dekalog, Acht   | Du sollst nicht falsches Zeugnis geben wider deinen Nächsten.     |
| Dekalog, Neun   | Du sollst nicht begehren deines Nächsten Weib.                    |
| Dekalog, Zehn   | Du sollst nicht begehren deines Nächsten Haus.                    |

## Theaterbearbeitung
2005 entstand an den Münchner Kammerspielen unter der Regie von Johan Simons mit Julia Jentsch in einer der Hauptrollen eine vierstündige Theaterfassung unter dem Titel Die zehn Gebote.
Regisseur Christopher Rüping, der den Stoff schon 2013 am Schauspiel Frankfurt für das Theater adaptierte, entwickelte im April/Mai 2020 während der coronabedingten Theaterschließungen am Schauspielhaus Zürich eine zehnteilige interaktive Inszenierung für den digitalen Raum, die auf dem Drehbuch von Kieślowski und Piesiewicz basierte. Bei dem Projekt handelte es sich um eine Serie aus 10 Monologen, die live aus dem Schauspielhaus Zürich gestreamt wurden. Das Publikum hatte in jeder Folge mehrmals die Möglichkeit, über den weiteren Handlungsverlauf abzustimmen und konnte so aktiv den weiteren Handlungsverlauf gestalten. Die Inszenierung wurde unter anderem zum Beijing Fringe Festival eingeladen und dort mit dem Zebra Award in der Kategorie „Best International Play“ ausgezeichnet.

## Der junge Mann
In fast allen Episoden kommt eine Gestalt vor, die meist nur beobachtend in entscheidenden Momenten der Episode erscheint. Kieślowski benennt diese Figur in einem Interview wie folgt: Es gibt in allen zehn Filmen eine Figur, die all das ist […]. Schicksal, Vorbestimmung, Gott, Engel, vielleicht Teufel. Jemand der auf all das schaut, was passiert, nichts sagt, nur schaut, überdrüssig, leidend. Im Skript heißt der Charakter nur „Der junge Mann“ und wird gespielt von Artur Barciś, er sagt niemals ein Wort und sieht die anderen immer nur an.
Erscheinungen:
- Dekalog 1 – als Krzysztof hinausgeht, um die Berechnung der Eisdecke mit Hilfe des Computers zu überprüfen, sitzt er am Ufer des Sees an einem Feuer. (32′)
- Dekalog 2 – er wirft einen Blick in Andrzejs Krankenzimmer, kurz bevor Dorota den Arzt zum letzten Mal um eine Antwort bittet. (47′)
- Dekalog 3 – er ist der Fahrer der Straßenbahn, in die Janusz mit seinem Taxi rasen will. (28′)
- Dekalog 4 – als Anka am Flussufer sitzt und den Brief ihrer Mutter öffnen will, rudert er auf dem Fluss und geht dann, sein Boot tragend, an ihr vorbei. Sie beschließt daraufhin den Brief nicht zu öffnen. (11′) Später im Film wird erneut seine Anwesenheit angedeutet, als man vom Fenster des Wohnblocks aus einen Mann sieht, der dasselbe Ruderboot auf dem Rücken trägt.
- Dekalog 5 – im Taxi sitzend, blickt Jacek ihn an, als er als Landvermesser auf der Straße steht. (21′)
- Dekalog 6 – er kommt in dieser Episode zweimal vor. das erste Mal, als Magda zusagt mit Tomek auszugehen, wird er beinahe von Tomek in seinem Freudentaumel mit den Milchwagen angefahren (41′); das zweite Mal, kurz bevor Tomek versucht sich umzubringen, begegnet er ihm, mit Koffern beladen und ganz in weiß gekleidet, auf der Straße vor seinem Wohnblock. (56′)
- Dekalog 7 – er ist von hinten im letzten Wagon zu sehen als der Zug mit Maika abfährt.
- Dekalog 8 – er sitzt im Hörsaal, als die Professorin sich die Geschichte Elzbietas anhört. Hier tritt eine kleine Besonderheit auf: kurz bevor man den Jungen Mann erblickt, schwenkt die Kamera auf einen leeren Platz, dann tritt ein zu spät kommender betrunkener Student durch eine Tür hinter dem Tisch der Professorin in den Hörsaal. Danach sitzt der Junge Mann auf dem zuvor leeren Platz und am Ende der Vorlesung ist der Platz wiederum leer. (15′)
- Dekalog 9 – er kommt wiederum zweimal vor: das erste Mal nachdem Roman von seiner Impotenz erfährt, ist er stark angespannt und verliert die Kontrolle über seinen Wagen, der Junge Mann fährt auf dem Rad an ihm vorbei (02′); das zweite Mal als Roman versucht sich umzubringen, fährt er ein weiteres Mal mit seinem Rad vorbei.
- Dekalog 10 – dürfte nicht vorkommen

In dem oben zitierten Interview sagt Kieślowski, der junge Mann käme in jedem der zehn Teile vor. Wo er in den Teilen 7 und 10 erscheint, dürfte nicht bekannt sein.

## Kritiken
Georg Seeßlen schreibt: „Was DEKALOG jedenfalls nicht ist, das ist eine ‚Illustration‘ der zehn Gebote. Eigentlich sind es ganz einfach zehn moralische Tragödien. Diese Geschichten gehen ans Fundamentale des Menschseins.“

## Auszeichnungen
Die Filmreihe bekam mehrere Auszeichnungen:
- 1989 gab es für Krzysztof Kieślowski beim Festival Internacional de Cine de Donostia-San Sebastián einen OCIC Award – Honorable Mention.
- 1989 gewann Krzysztof Kieślowski beim São Paulo International Film Festival einen Critics Award.
- 1989 wurde Krzysztof Kieślowski bei den Internationalen Filmfestspielen von Venedig mit einem Children and Cinema Award sowie mit dem FIPRESCI Prize ausgezeichnet.
- 1990 gewann Krzysztof Kieślowski im Rahmen des Sindacato Nazionale Giornalisti Cinematografici Italiani das Silberne Band.
- 1991 gab es für Krzysztof Kieślowski die Auszeichnung des Syndicat Français de la Critique de Cinéma als Bester ausländischer Film.
- 1991 bekam Krzysztof Kieślowski einen Bodil in der Kategorie Bester Europäischer Film.
- 1997 gewann der Film einen Chicago Film Critics Association Awards als Bester Fremdsprachiger Film (Polen)
- 2000 gewann Krzysztof Kieślowski eine National Board of Review in der Kategorie Outstanding Achievement in Foreign Film.

## Verweise